# Abu Jakub Jusuf (Marynidzi)
Abu Jakub Jusuf an-Nasir (arab. أبو يعقوب يوسف الناصر, zm. 1307 w Al-Mansurze) – sułtan Maroka z dynastii Marynidów, syn sułtana Abu Jusufa Jakuba.

## Życiorys
Abu Jakub Jusuf wstąpił na tron po śmierci swojego ojca w 1286 roku. Początkowo musiał stłumić powstania dowodzone przez krewnych, a także członków klanu Banu Wattas w górach Rif (w 1292 roku), zanim poświęcił się poszerzaniu terytoriów kraju. W 1295 roku najechał sąsiedni kraj Abdalwadydów i rozpoczął oblężenie Tilimsanu, które potrwało do 1307 roku. Podczas oblężenia sułtan nakazał wznieść w pobliżu Tilimsan miasto Al-Mansura, które służyło mu też za czasową rezydencję. Chociaż Tilimsan wciąż stawiało opór, wojska Marynidów przedarły się dalej na wschód i w 1302 roku zajęły Mustaghanam i Algier.  
Abu Jakub Jusuf zajmował się także umacnianiem islamu wśród ludności. Oprócz wspierania marabutów i bractw muzułmańskich wprowadził także w 1292 roku obchody rocznicy narodzin Mahometa. Wzrosło wówczas znaczenie rodu Idrysydów jako potomków proroka. 
Chociaż Abu Jakub Jusuf zdołał trzymać w szachu Abdalwadydów, jego wojska poniosły kilka klęsk w Andaluzji. W 1292 roku kastylijski władca Sancho IV w przymierzu z Nasrydami zajął Tarifę - ważną twierdzę na drodze do Gibraltaru i zmusił tym Marynidów do odwrotu z Andaluzji. Nasrydzi wylądowali nawet w 1306 roku w Maroku i podbili Ceutę. Dodatkowo w górach Rif wybuchł bunt Berberów.
W 1307 roku Abu Jakub Jusuf został zamordowany w Al-Mansurze przez jednego z niewolników pracujących w jego haremie. Następcą tronu został wnuk sułtana Abu Sabit, który w obliczu szalejących walk o władzę musiał wycofać marokańskie wojska z kraju Abdalwadydów i porzucić podboje.